# Centralita
Centralita je pojem užívaný v oblasti teorie grafů a síťové analýze, popisující provázanost jednotlivých uzlových bodů daného systému. Tato koncepce se využívá pro analýzu vztahů v rámci sítě (například sociální), k vyjádření důležitosti uzlového bodu jako takového (například člověka, skupiny atp.), a především pak k popisu jeho umístění v soustavě. Díky této veličině se tedy dá určit míra propojení tohoto bodu se zbytkem systému a jeho celkové začlenění. Centralita zohledňuje velkou řadu faktorů, a proto existují nejrůznější typy této množiny, které jsou popsány níže.
Vertex (nebo uzel) je v grafické teorii základní jednotkou, ze které vycházejí jednotlivé grafy. Ukazatelé centrality nám poskytují odpověď na otázku „Co charakterizuje důležitý vertex?“. Odpovědí jsou tedy reálné hodnoty funkcí ve vrcholcích grafu, které používáme k identifikaci nejdůležitějších uzlů. Slovo důležitost jako takové má však mnoho různých významů a tak i centralita má odlišné definice. Důležitost můžeme vnímat jako typ toku nebo transferu skrz síť. Pomocí této definice můžeme centrality klasifikovat podle typu toku, který je v tu danou chvíli považován za důležitý. Dalším způsobem, jakým můžeme vnímat centralitu, je zapojení bodu do soudržnosti sítě. Tyto dva přístupy jsou velmi rozdílné, a tak pokud je centralita stanovena podle jednoho, obvykle nebývá využitelná pro druhý.
Zřetelněji můžeme rozdělení do jedné z kategorií vidět, pokud bereme v úvahu rozčlenění podle dané soudržnosti. Počet kroků z jednoho vertexu do druhého se liší pouze podle způsobu jeho výpočtu. Pokud zavedeme různá omezení, můžeme hladce popsat centrality na spektru od kroku o délce jedna (stupňová centralita) až do nekonečna (centralita s hodnotou vlastní matice). Fakt, že tak velký počet centralit sdílí ty samé vztahy mezi sebou, vysvětluje jejich vysoký stupeň korelace.
Centrality jsou buďto radiální nebo mediální. Radiální centrality počítají tzv. kroky (walks), které začínají nebo končí v daném vertexu. Mediální centralita počítá kroky, které procházejí daným vertexem.
Počtem lze vystihnout buďto délku nebo objem (množství) kroků. Množstvím je pak celkový počet kroků daného typu. Délka zachycuje vzdálenost od daného vertexu k ostatním vertexům v grafu. Nejznámějším příkladem je Freemanova „closeness centrality“, což je celková geodetická vzdálenost od daného vertexu ke všem ostatním vertexům. Sociologové Borgatti a Everett míní, že tato typologie umožňuje nahlédnout do toho, jak nejlépe porovnávat dané rozměry centrality.

## Nejpoužívanější míry centrality
- Degree centrality (centralita měřená stupněm uzlu)[1] – Historicky první a koncepčně nejjednodušší je takzvaně stupňová centralita, která je definována jako počet vazeb, které uzel má. Stupeň uzlu je počtem hran vycházejících z daného uzlu (tj. počet přímých vazeb k dalším uzlům). Tato centralita tedy měří aktivitu, kterou uzel v síti vykazuje. Uzly, které mají vysokou hodnotu jsou „středy“ nebo „spojky“ v dané síti.

- Closeness centrality (blízkost polohy ve středu)[1] – Matematicky lze tuto centralitu vyjádřit jako minimum součtu vzdáleností uzlu ke všem ostatním uzlům. Uzly, které mají vysokou hodnotu této centrality, mají součet vzdáleností nejmenší, lehce přijímají a přenášejí informaci a v neposlední řadě mají velký vliv na to, co se v síti jako takové děje.

- Betweenness centrality (středová mezipoloha)[1] – Betweenness centrality je nejvyšším uzlem, pokud tímto uzlem vždy procházejí cesty mezi libovolnými dvojicemi uzlů sítě. Betweenness centrality tedy měří, kolik cest mezi dvojicí uzlů prochází daným uzlem. Uzel s vysokou hodnotou betweenness centrality může působit jako závora nebo propojení, zároveň má také výbornou pozici pro kontrolu toku informací v síti.

- Eigenvector cetrality (vážený počet hran)[1] – Pomocí eigenvector cetrality měříme účinek uzlu v síti. Uzly, propojující více bodů, jsou významnějšími než ty, které jich propojují méně nebo pouze jeden.